# Hoạt, An Dương
Hoạt (chữ Hán giản thể: 滑县, âm Hán Việt: Hoạt huyện) là một huyện thuộc địa cấp thị An Dương, tỉnh Hà Nam, Cộng hòa Nhân dân Trung Hoa. Huyện Hoạt có tên cổ là Hoạt Đài. Huyện này nằm ở phía bắc Hà Nam. Huyện Hoạt có diện tích 1814 km². Huyện Hoạt được chia các đơn vị hành chính gồm 9 trấn và 13 hương. Các đơn vị này lại được chia ra thành 1020 thôn hành chính. Dân số huyện Hoạt khoảng 1,24 triệu người.